# Rüdiger Knapp
Rüdiger Knapp ( 1917 - 1985) fue un botánico, fitosociólogo alemán. Desarrolló actividades académicas en la Universidad de Gießen.

## Algunas publicaciones
- rüdiger Knapp. 1984. Sampling Methods and Taxon Analysis in Vegetation Science: Relevé Surveys, "Vegetationsaufnahmen," Floristic Analysis of Plant Communities. Parte 4 de Handbook of Vegetation Sci. Edición ilustrada de W. Junk, 370 pp. ISBN 9061931851

- ----------------------. 1974. Vegetation dynamics. Handbook of vegetation sci. 8. Editor Junk, 364 pp. ISBN 9061931894

- ----------------------. 1971. Einführung in die Pflanzensoziologie. 3ª edición de Ulmer, 388 pp. ISBN 3800122073

- ----------------------. 1967. Experimentelle Soziologie und gegenseitige Beeinflussung der Pflanzen: Verhalten höherer Pflanzen in Beständen auf Äckern und in Gärten, in Wäldern, Rasen und weiteren Gesellschaften. Wettbewerb Competition, Alleopathie, Parasitismus und andere Wirkungen. 2ª edición de Ulmer, 266 pp.

- ----------------------. 1965. Die Vegetation von Nord- und Mittelamerika und der Hawaii-Inseln. Vegetationsmonographien der einzelnen Grossräume 1. Editor G. Fischer, 373 pp.

- ----------------------. 1965. Die Vegetation von Kephallinia, Griechenland. Editor O. Koeltz, 206 pp.

- ----------------------. 1965. Weide-wirtschaft in trockengebieten (El pastoreo en zonas áridas). Vol. 1 de Giessener Beiträge zur Entwicklungsforschung: Symposien. Editor G. Fischer, 170 pp.

- ----------------------. 1962. Eigenschaften und wirkungen der gibberlline: Symposium der oberhessischen gesellschaft für natur-und heilkund, naturwissenschaftliche abteilung, zu giessen von 1.bis 3.Dezember 1960. Editor Springer, 275 pp.

- ----------------------. 1958. Vegetations-Beobachtungen in Schweden. Vol. 9 de Geobotanische Mitteilungen. 44 pp.

- ----------------------. 1957. Über die Gliederung der Vegetation von Nordamerika: Höhere Vegetations-Einheiten. Geobotanische Mitteilungen 4. 126 pp.

- ----------------------. 1954. Experimentelle Soziologie der höheren Pflanzen. Vol. 1. Editor E. Ulmer

- ----------------------. 1954. Einwirkungen der Pflanzen aufeinander. Editor E. Ulmer, 202 pp.

- ----------------------. 1949. Angewandte Pflanzensoziologie. N.º 3 de Einführung in die Pflanzensoziologie. Editor E. Ulmer, 132 pp.

- ----------------------. 1948. Die Pflanzengesellschaften Mitteleuropas. Vol. 2 de Einführung in die Pflanzensoziologie. Editor E. Ulmer, 94 pp.

- ----------------------. 1944. Pflanzen, Pflanzengesellschaften, Lebensräume. Editor R. Knapp, 18 pp.

- ----------------------. 1944. Vegetations-Studien in Serbien. Editor [Mühlweg 19] : R. Knapp, 38 pp.

- ----------------------. 1944. Vegetationsaufnahmen von Wäldern der Alpenostrand-Gebiete. Editor R. Knapp, 59 pp.

- ----------------------. 1944. Auen- und Quellwälder (Alno-Padion). Vol. 6 de Vegetationsaufnahmen von Wäldern der Alpenostrand-Gebiete. 59 pp.

- ----------------------. 1944. Eichen-Hainbuchen-Mischwälder (Querceto Carpinetum). Vol. 5 de Vegetationsaufnahmen von Wäldern der Alpenostrand-Gebiete. 57 pp.

- ----------------------. 1944. Vegetationsaufnahmen von Trockenrasen und Felsfluren Mitteldeutschland: Einführung. 60 pp.

- La abreviatura «R.Knapp» se emplea para indicar a Rüdiger Knapp como autoridad en la descripción y clasificación científica de los vegetales.[1]